# A1 Ethniki
La Lliga grega de bàsquet, oficialment coneguda com a A1 Ethniki, és la màxima competició entre clubs de basquetbol que es disputa a Grècia.
Està organitzada per la HEBA (Associació de Clubs Hel·lenics de Basquetbol) i està formada per 12 equips. Fundada el 1927, s'ha disputat anualment excepte en tretze ocasions per causes diverses.
El campionat s'ha disputat en 85 ocasions (fins al 2025) i ha tingut nou campions. El gran dominador de la Lliga ha estat històricament el Panathinaikos AO, que ha guanyat el campionat 40 vegades.

## Historial
| - 1928 GS Iraklis Thessaloniki - 1929 Panellinios Athinai - 1930 Aris Thessaloniki BC - 1931-1934 no es disputà - 1935 GS Iraklis Thessaloniki - 1936 AO Near East Athinai - 1937 Athens University - 1938 no es disputà - 1939 Panellinios Athinai - 1940 Panellinios Athinai - 1941-1945 no es disputà - 1946 Panathinaikos AO - 1947 Panathinaikos AO - 1948 no es disputà - 1949 Olympiakos SF Pireu - 1950 Panathinaikos AO - 1951 Panathinaikos AO - 1952 no es disputà - 1953 Panellinios Athinai - 1954 Panathinaikos AO - 1955 Panellinios Athinai - 1956 no es disputà - 1957 Panellinios Athinai |  | - 1958 AEK Athinai - 1959 PAOK Thessaloniki - 1960 Olympiakos SF Pireu - 1961 Panathinaikos AO - 1962 Panathinaikos AO - 1963 AEK Athinai - 1964 AEK Athinai - 1965 AEK Athinai - 1966 AEK Athinai - 1967 Panathinaikos AO - 1968 AEK Athinai - 1969 Panathinaikos AO - 1970 AEK Athinai - 1971 Panathinaikos AO - 1972 Panathinaikos AO - 1973 Panathinaikos AO - 1974 Panathinaikos AO - 1975 Panathinaikos AO - 1976 Olympiakos SF Pireu - 1977 Panathinaikos AO - 1978 Olympiakos SF Pireu - 1979 Aris Thessaloniki BC - 1980 Panathinaikos AO |  | - 1981 Panathinaikos AO - 1982 Panathinaikos AO - 1983 Aris Thessaloniki BC - 1984 Panathinaikos AO - 1985 Aris Thessaloniki BC - 1986 Aris Thessaloniki BC - 1987 Aris Thessaloniki BC - 1988 Aris Thessaloniki BC - 1989 Aris Thessaloniki BC - 1990 Aris Thessaloniki BC - 1991 Aris Thessaloniki BC - 1992 PAOK Thessaloniki - 1993 Olympiakos SF Pireu - 1994 Olympiakos SF Pireu - 1995 Olympiakos SF Pireu - 1996 Olympiakos SF Pireu - 1997 Olympiakos SF Pireu - 1998 Panathinaikos AO - 1999 Panathinaikos AO - 2000 Panathinaikos AO - 2001 Panathinaikos AO - 2002 AEK Athinai - 2003 Panathinaikos AO |  | - 2004 Panathinaikos AO - 2005 Panathinaikos AO - 2006 Panathinaikos AO - 2007 Panathinaikos AO - 2008 Panathinaikos AO - 2009 Panathinaikos AO - 2010 Panathinaikos AO - 2011 Panathinaikos AO - 2012 Olympiakos SF Pireu - 2013 Panathinaikos AO - 2014 Panathinaikos AO - 2015 Olympiakos SF Pireu - 2016 Olympiakos SF Pireu - 2017 Panathinaikos AO - 2018 Panathinaikos AO - 2019 Panathinaikos AO - 2020 Panathinaikos AO - 2021 Panathinaikos AO - 2022 Olympiakos SF Pireu - 2023 Olympiakos SF Pireu - 2024 Panathinaikos AO - 2025 Olympiakos SF Pireu |

## Palmarès
| Títols | Campió                  | Anys |
| ------ | ----------------------- | --- |
| 40     | Panathinaikos AO        | 1945–46, 1946–47, 1949–50, 1950–51, 1953–54, 1960–61, 1961–62, 1966–67, 1968–69, 1970–71, 1971–72, 1972–73, 1973–74, 1974–75, 1976–77, 1979–80, 1980–81, 1981–82, 1983–84, 1997–98, 1998–99, 1999–2000, 2000–01, 2002–03, 2003–04, 2004–05, 2005–06, 2006–07, 2007–08, 2008–09, 2009–10, 2010–11, 2012–13, 2013–14, 2016–17, 2017–18, 2018–19, 2019-20, 2020–21, 2023–24 |
| 15     | Olympiakos SF Pireu     | 1948–49, 1959–60, 1975–76, 1977–78, 1992–93, 1993–94, 1994–95, 1995–96, 1996–97, 2011–12, 2014–15, 2015–16, 2021–22, 2022–23, 2024–25 |
| 10     | Aris Thessaloniki BC    | 1929–30, 1978-79, 1982–83, 1984–85, 1985–86, 1986–87, 1987–88, 1988–89, 1989–90, 1990–91 |
| 8      | AEK Athinai             | 1957–58, 1962–63, 1963–64, 1964–65, 1965–66, 1967–68, 1969–70, 2001–02 |
| 6      | Panellinios Athinai     | 1928–29, 1938–39, 1939–40, 1952–53, 1954–55, 1956–57 |
| 2      | GS Iraklis Thessaloniki | 1927–28, 1934–35 |
| 2      | PAOK Thessaloniki       | 1958–59, 1991–92 |
| 1      | AO Near East Athinai    | 1935–36 |
| 1      | Universitat d'Atenes    | 1936–37 |